# Kroatische Fußballnationalmannschaft

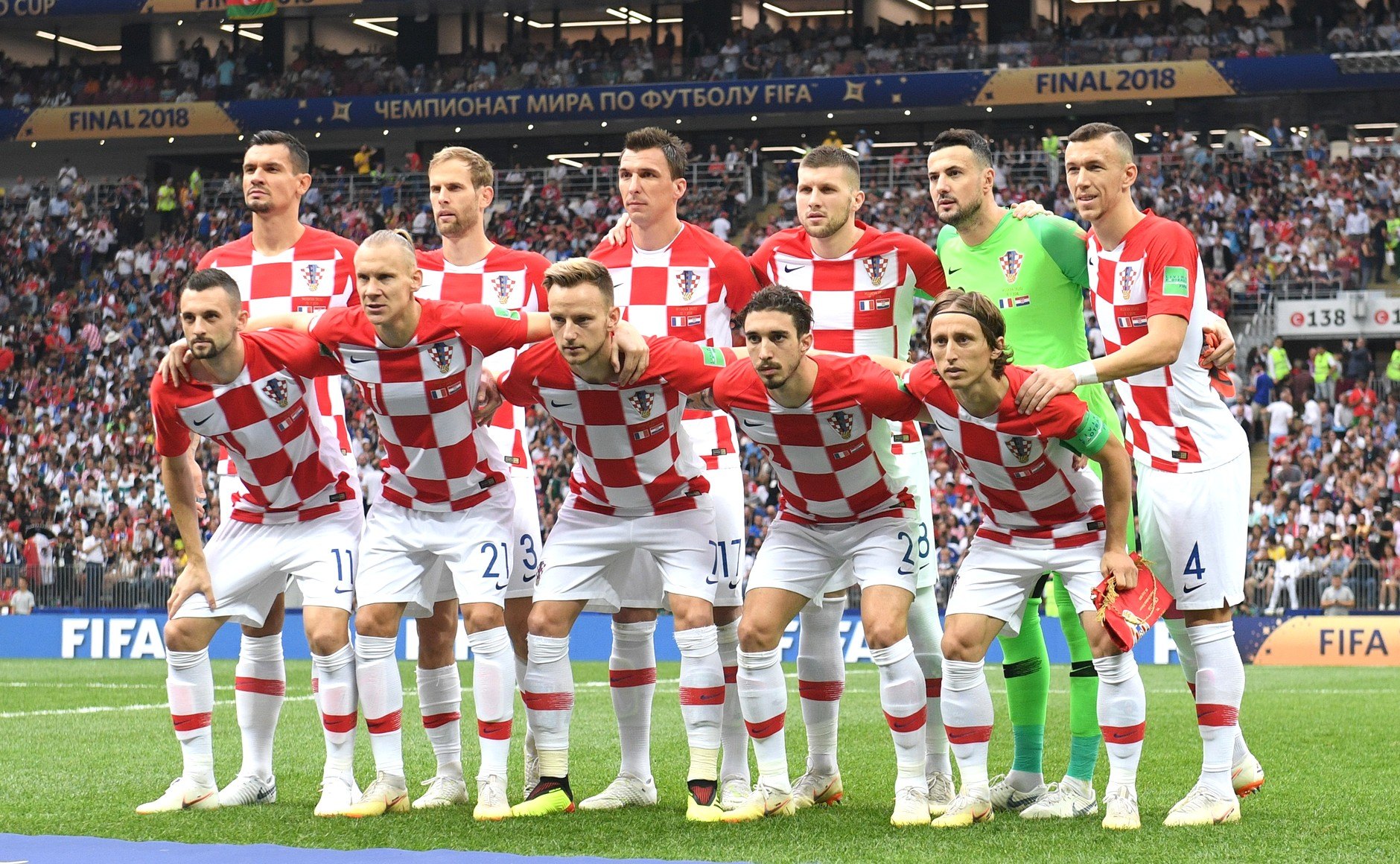
Die kroatische Nationalmannschaft vor dem WM-Finale in Russland gegen Frankreich am 15. Juli 2018.

Die kroatische Fußballnationalmannschaft (kroatisch Hrvatska nogometna reprezentacija) ist die Fußballauswahl des kroatischen Fußballverbandes. Der bisher größte Erfolg der Auswahl ist der Vize-Weltmeistertitel (zweiter Platz) bei der Weltmeisterschaft 2018 in Russland. Außerdem erreichte sie den dritten Platz bei den Weltmeisterschaften 1998 in Frankreich und 2022 in Katar sowie das Viertelfinale bei den Europameisterschaften 1996 in England und 2008 in der Schweiz und Österreich und war Finalist der UEFA Nations League in der Saison 2022/23.

## Geschichte
Nach der Gründung des kroatischen Fußballverbandes im Jahr 1912 dauerte es noch 28 Jahre, bis zum ersten Mal eine kroatische Fußballnationalmannschaft auf internationaler Ebene antrat. Diese im Jahr 1940 gegen die Auswahl der Schweiz ausgetragene Partie markiert den Beginn der ersten Phase der kroatischen Länderspielgeschichte. Am 14. Juli 1941 wurde der kroatische Fußballverband offizielles Mitglied der FIFA und trug mehrere Länderspiele aus, allerdings außer den Spielen gegen die neutrale Schweiz nur gegen Länder die mit dem Deutschen Reich verbündet waren oder unter dessen Einfluss standen. Durch die Eingliederung Kroatiens in die Föderative Volksrepublik Jugoslawien nach dem Ende des Zweiten Weltkriegs wurde die Mitgliedschaft in der FIFA und die kroatische Länderspielgeschichte zunächst für mehrere Jahrzehnte unterbrochen.
Jahrzehntelang liefen kroatische Spieler für die jugoslawische Fußballnationalmannschaft auf. Im Zuge der Unabhängigkeitsbestrebungen in Kroatien zu Beginn der 1990er Jahre kam es am 17. Oktober 1990 zum ersten eigenständigen Länderspiel einer kroatischen Auswahlmannschaft, als in Zagreb eine US-amerikanische Auswahlmannschaft mit 2:1 besiegt wurde. Der erste Kapitän der „neuen“ kroatischen Elf war Zlatko Kranjčar und der erste Torschütze Aljoša Asanović, der die kroatische Mannschaft in der 29. Spielminute in Führung geschossen hatte. Bis zur endgültigen Unabhängigkeitserklärung am 25. Juni 1991 folgten zwei weitere Spiele, ehe der Spielbetrieb zunächst unter dem Kroatienkrieg zu leiden hatte. Bis zum Ende des Krieges wurden kaum Heimländerspiele ausgetragen.
Nach dem Erlangen der Souveränität Kroatiens erfolgte am 3. Juli 1992 die Wiederaufnahme in die FIFA. An der Qualifikation zur Weltmeisterschaft 1994 in den USA nahm die Mannschaft nicht teil, qualifizierte sich jedoch im Anschluss für die Teilnahme an der Europameisterschaft 1996 und qualifizierte sich für die Weltmeisterschaft 1998, bei der der dritte Platz belegt wurde und etablierte sich unter den europäischen Fußballnationen. Mit Ausnahme der Europameisterschaft 2000 und der Weltmeisterschaft 2010 gelang seit der Wiederaufnahme in die FIFA die Qualifikation zu jedem großen Turnier.
Wegen rassistischer Vorfälle im Spiel gegen Italien am 12. Juli 2015 entschied die Kontroll-, Ethik- und Disziplinarkammer der UEFA am 23. Juli 2015, den kroatischen Fußballverband mit einem Abzug von einem Punkt in der Qualifikation zur UEFA-Europameisterschaft 2016 zu bestrafen. Des Weiteren wurde der HNS mit einer Geldstrafe von 100.000 EUR belegt und muss zwei Spiele ohne Zuschauer austragen. Das Stadion Poljud in Split wurde für die restlichen Qualifikationsspiele suspendiert.

## Trainer
| Name                     | Amtszeit  |
| ------------------------ | --------- |
| Dražan Jerković          | 1990–1992 |
| Stanko Poklepović        | 1992–1993 |
| Vlatko Marković          | 1993–1994 |
| Tomislav Ivić            | 1994      |
| Miroslav „Ćiro“ Blažević | 1994–2000 |
| Mirko Jozić              | 2000–2002 |
| Otto Barić               | 2002–2004 |
| Zlatko Kranjčar          | 2004–2006 |
| Slaven Bilić             | 2006–2012 |
| Igor Štimac              | 2012–2013 |
| Niko Kovač               | 2013–2015 |
| Ante Čačić               | 2015–2017 |
| Zlatko Dalić             | 2017–     |

### Miroslav Blažević (1994 – 2000)

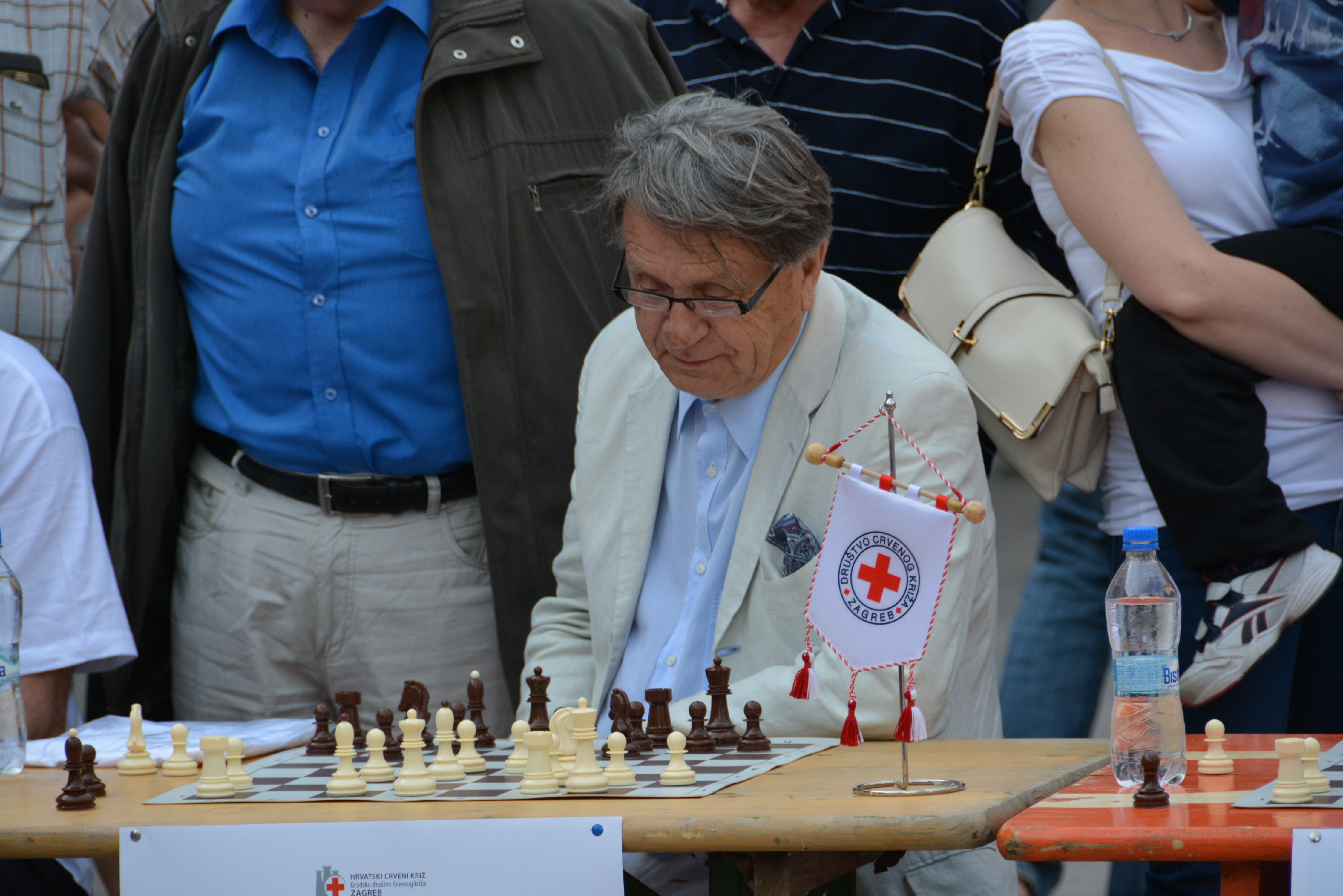
Miroslav Blažević (2016)

Miroslav „Ćiro“ Blažević wurde 1994 Trainer der kroatischen Auswahl. Unter ihm gelang dem noch jungen Land die erste EM-Teilnahme 1996, bei der man überraschend bis ins Viertelfinale kam. Doch sein wohl größter Erfolg bestand in der anschließenden, ebenfalls ersten, Teilnahme an einer WM-Endrunde im Jahre 1998. Dort angekommen, belegte die Mannschaft den 3. Platz und erreichte vorzeitig einen historischen Meilenstein.
Nach einer verpassten EM-Teilnahme 2000 und einer nur mäßig angelaufenen WM-Qualifikation 2002 trat Blažević im Jahre 2000 vom Trainerposten zurück. Während seiner Amtszeit bestritt Kroatien insgesamt 73 Länderspiele, in denen durchschnittlich 1,75 Punkte pro Spiel eingefahren werden konnten.

### Zlatko Dalić (seit 2017)

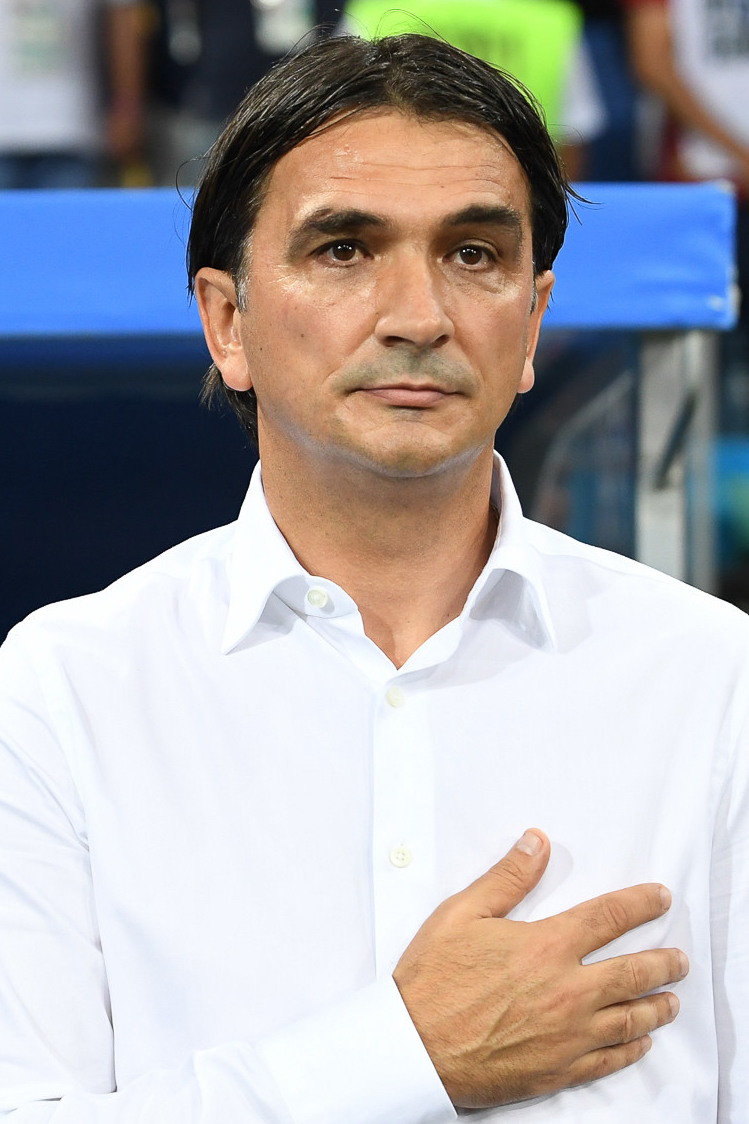
Zlatko Dalić (2018)

Im Oktober 2017 wurde Zlatko Dalić als neuer Trainer vorgestellt. Er führte über die Gruppenphase der Qualifikation das Team bis ins Finale der Fußball-Weltmeisterschaft 2018. Obwohl man dort der französischen Auswahl wie einst im WM-Halbfinale 1998 zwar unterlag, markiert der Einzug ins Finale und der Gewinn der Silbermedaille den bisher größten Erfolg der kroatischen Mannschaft. Zugleich ist man bis heute das flächenmäßig kleinste Land der Erde, das in das Endrundenfinale einer Fußball-Weltmeisterschaft eingezogen ist. Dieser Umstand brachte ihm eine Nominierung zum FIFA The Best Men's Coach ein.
Doch bei diesem Erfolg sollte es unter Dalić nicht bleiben. 2021 zog man wieder ins Achtelfinale einer Fußball-Europameisterschaft ein, gewann den 3. Platz bei der Fußball-Weltmeisterschaft 2022 in Katar, sicherte sich gegen Spanien den 2. Platz bei der UEFA Nations League 2022/23 und kam bis ins Viertelfinale der UEFA Nations League 2024/25. Außerdem gewann man die Goldmedaille bei der FIFA World Series 2024.
Mit aktuell 2.814 Tagen ist Dalić der Trainer mit der längsten Amtslaufzeit (Stand: 21. Juni 2025).

## Bilanzen

### FIFA-Weltrangliste
Bei Einführung der FIFA-Weltrangliste im August 1993 belegte das international noch relativ unbekannte Team von Kroatien den 117. Platz und behielt diese Position bis zum Frühjahr 1994 bei. Zeitweise hatte man sogar den niedrigsten Rang der Verbandsgeschichte erreicht: Platz 125.
Doch die erste und auch erfolgreiche Qualifikation zur Fußball-EM 1996 änderte dies zugunsten der Kroaten entscheidend: Innerhalb der darauffolgenden zwölf Monate rückten diese nämlich bereits auf den 51. Platz vor und wurden von der FIFA zum „Aufsteiger des Jahres“ 1994 ausgezeichnet.
Auch gestärkt durch einen hervorragenden ersten Auftritt bei der anschließenden Fußball-EM 1996 in England und dem Gewinn der Bronze-Medaille bei der Fußball-WM 1998 in Frankreich mauserte sich das Team rund um den damaligen Trainer Miroslav Blažević hoch zum bisher besten Ranking der noch jungen Verbandsgeschichte: Platz 3 im Frühjahr 1999. Zuvor erhielt man aufgrund der Leistungen im Vorjahr erneut die Auszeichnung als „Aufsteiger des Jahres“.
Doch dieser Trend sollte in den ersten Jahren des neuen Jahrtausends vorerst nicht weiter Bestand haben. Ging man noch als Gruppenfavorit in die Qualifikation zur Fußball-EM 2000, scheiterte man letztendlich in dieser aufgrund nur mangelhafter Ergebnisse und sackte auch in der FIFA-Weltrangliste auf den 36. Platz ab. Für Miroslav Blažević übernahmen in den darauffolgenden sechs Jahren Trainer wie Mirko Jozić, Otto Barić und Zlatko Kranjčar den Chefposten.
Allesamt trugen zwar dazu bei, dass sich Kroatien nicht nur international wieder qualifizieren konnte und sich auch in der Rangliste erheblich verbesserte, die hohen Ziele des Verbands, über die Gruppenphase einer Endrunde hinaus zu gehen, blieben jedoch bis dahin unerfüllt. Und so avancierte die kroatische Mannschaft erst unter Slaven Bilić und dem Viertelfinal-Einzug bei der Fußball-Europameisterschaft 2008 erneut zu einem der Top-Ten-Teams der FIFA-Weltrangliste. In der Hochphase bzw. nach dieser Fußball-EM belegte man den 5. Platz.
Diese Erfolgsphase währte aber nicht ewig. Indes befand sich der kroatische Fußball erneut in einer Tiefphase und einem Umbruch: Einer verpassten Fußball-Weltmeisterschaft 2010 in Südafrika folgte ein Vorrunden-Aus bei der EM 2012 in Polen und der Ukraine. Dieser sportlichen Talfahrt konnten Bilićs Nachfolger Igor Štimac und Niko Kovač auch nichts Nennenswertes entgegensetzen. Man kam mit einem erneuten Vorrunden-Aus bei der Fußball-Weltmeisterschaft 2014 in der FIFA-Weltrangliste über einen 13. Platz nicht hinaus.
Und so mussten sich die Kroaten selbst nach dem Erreichen des Achtelfinals bei der Endrunde 2016 mit der Rolle des schlummernden Geheimfavoriten, der sich zwischenzeitlich auf Platz 27 in der FIFA-Weltrangliste verirrte, zufriedengeben. Maßgeblich für diese Position verantwortlich waren die nur mäßigen Spielergebnisse, die unter Cheftrainer Ante Čačić auch eine erfolgreiche Qualifikation zur WM 2018 in Frage stellten.
Aktuell und gerade seit den jüngsten Ergebnissen auf internationaler Ebene unter Trainer Zlatko Dalić (Silbermedaille bei der WM 2018, Achtelfinal-Einzug bei der EM 2020, Final Four bei der UEFA Nations League 2022/23) wiederum ist Kroatien erneut unter den Top Ten bzw. Top Fifteen der FIFA-Weltrangliste zu finden. Sechs Monate lang – nach dem Finale in Moskau belegte man sogar den 4. Platz.
| Aktueller Rang   | 011 | 16. Juni 2025   |
| Höchster Rang    | 03  | 27. Januar 1999 |
| Niedrigster Rang | 125 | 15. März 1994   |

### Weltmeisterschaften
Bis zum ersten WM-Qualifikationsspiel gegen den Nachbarn Bosnien-Herzegowina im Oktober 1996 war Kroatien Teil des jugoslawischen Fußballverbands bzw. noch kein offizielles Mitglied der FIFA.
Dementsprechend konnte das Team, das zwischenzeitlich drei Trainerwechsel hinter sich hatte, wegen dieser Formalie nicht an den Qualifikationsspielen zur Fußball-Weltmeisterschaft 1994 in den USA teilnehmen. Die Auslosung der Qualifikationsgruppen fand bereits am 1. Dezember 1991 statt, Kroatien wurde aber erst am 3. Juli 1992 in den Weltverband aufgenommen.
Nichtsdestotrotz wurden mit dem neuen Cheftrainer Miroslav Blažević rasch professionelle Strukturen und nennenswerte Tatsachen geschaffen: Die eingangs erwähnte Qualifikation zur Fußball-Weltmeisterschaft 1998 hat man nicht nur erreicht, man gewann auch gleich als WM-Debütant die Bronzemedaille. Davor Šuker wurde zudem mit sechs Treffern zum Torschützenkönig gekürt.
Doch diesem brisanten Einstieg folgte mit der Zeit nur Ernüchterung. Bis zur Fußball-Weltmeisterschaft 2018 in Russland musste man sich in vier Turnieren dreimal vorzeitig mit einem Vorrunden-Aus als Drittplatzierter der Gruppe verabschieden. 2009 verpasste man sogar gänzlich die Qualifikation zur Fußball-WM.
Und so überraschte die Mannschaft rund um den Trainer Zlatko Dalić 2018 bei der WM in Russland mit einem 2. Platz bzw. dem Gewinn der Silbermedaille. Man unterlag zwar der Auswahl Frankreichs deutlich mit 2:4 (1:2) im Finale, konnte sich aber z. T. deutlich gegen Fußballnationen wie Argentinien und England durchsetzen. Auch den Gastgeber Russland bezwang man durch Elfmeterschießen im Viertelfinale.
| Jahr | Gastgeberland      | Teilnahme bis …                  | Letzter Gegner                                 | Ergebnis | Trainer           | Bemerkungen und Besonderheiten |
| ---- | ------------------ | -------------------------------- | ---------------------------------------------- | -------- | ----------------- | --- |
| 1930 | Uruguay            | dahin als Teilstaat Jugoslawiens | –                                              | –        | –                 | Kroatien war Teil von Jugoslawien |
| 1934 | Italien            | dahin als Teilstaat Jugoslawiens | –                                              | –        | –                 | Kroatien war Teil von Jugoslawien |
| 1938 | Frankreich         | dahin als Teilstaat Jugoslawiens | –                                              | –        | –                 | Kroatien war Teil von Jugoslawien |
| 1950 | Brasilien          | dahin als Teilstaat Jugoslawiens | –                                              | –        | –                 | Kroatien war Teil von Jugoslawien |
| 1954 | Schweiz            | dahin als Teilstaat Jugoslawiens | –                                              | –        | –                 | Kroatien war Teil von Jugoslawien |
| 1958 | Schweden           | dahin als Teilstaat Jugoslawiens | –                                              | –        | –                 | Kroatien war Teil von Jugoslawien |
| 1962 | Chile              | dahin als Teilstaat Jugoslawiens | –                                              | –        | –                 | Kroatien war Teil von Jugoslawien |
| 1966 | England            | dahin als Teilstaat Jugoslawiens | –                                              | –        | –                 | Kroatien war Teil von Jugoslawien |
| 1970 | Mexiko             | dahin als Teilstaat Jugoslawiens | –                                              | –        | –                 | Kroatien war Teil von Jugoslawien |
| 1974 | BR Deutschland     | dahin als Teilstaat Jugoslawiens | –                                              | –        | –                 | Kroatien war Teil von Jugoslawien |
| 1978 | Argentinien        | dahin als Teilstaat Jugoslawiens | –                                              | –        | –                 | Kroatien war Teil von Jugoslawien |
| 1982 | Spanien            | dahin als Teilstaat Jugoslawiens | –                                              | –        | –                 | Kroatien war Teil von Jugoslawien |
| 1986 | Mexiko             | dahin als Teilstaat Jugoslawiens | –                                              | –        | –                 | Kroatien war Teil von Jugoslawien |
| 1990 | Italien            | dahin als Teilstaat Jugoslawiens | –                                              | –        | –                 | Kroatien war Teil von Jugoslawien |
| 1994 | USA                | dahin nicht möglich              | –                                              | –        | Miroslav Blažević | Kroatien wurde erst nach Abschluss der WM-Qualifikation FIFA-Mitglied. |
| 1998 | Frankreich         | Spiel um Platz 3                 | Niederlande                                    | 3. Platz | Miroslav Blažević | WM-Debüt und zweitbestes WM-Ergebnis; Šuker wird mit sechs Treffern Torschützenkönig |
| 2002 | Südkorea und Japan | Vorrunde                         | Ecuador, Italien, Mexiko                       | –        | Mirko Jozić       | 3. Platz in Gruppe G; Ende der Amtszeit von Trainer Jozić |
| 2006 | Deutschland        | Vorrunde                         | Australien, Brasilien, Japan                   | –        | Zlatko Kranjčar   | 3. Platz in Gruppe F; Šimunić wird beim Gruppenspiel gegen Australien erst nach der dritten gelben Karte des Feldes verwiesen; Ende der Amtszeit von Teamchef Kranjčar |
| 2010 | Südafrika          | Qualifikation                    | Andorra, England, Kasachstan, Ukraine, Belarus | –        | Slaven Bilić      | In der Qualifikation an England und der Ukraine gescheitert |
| 2014 | Brasilien          | Vorrunde                         | Brasilien, Kamerun, Mexiko                     | –        | Niko Kovač        | 3. Platz in Gruppe A; Kroatien geht als erste Mannschaft der WM-Historie in einem Auftaktspiel gegen den Gastgeber durch ein Eigentor in Führung |
| 2018 | Russland           | Finale                           | Frankreich                                     | 2. Platz | Zlatko Dalić      | Bestes WM-Ergebnis; Modrić wird zum Spieler des Turniers und ins Dream Team gewählt, erhält wenig später auch den Ballon d’Or; Dalić wird von der FIFA zum Trainer des Jahres nominiert; Subašić wird im Achtelfinal-Spiel gegen Dänemark zum dato zweiten Torhüter, der in einem WM-Spiel drei Elfmeter pariert; Kroatien erreicht als erste Mannschaft der WM-Historie das Finale durch Verlängerungen in allen K.-O.-Spielen |
| 2022 | Katar              | Spiel um Platz 3                 | Marokko                                        | 3. Platz | Zlatko Dalić      | Nach einem torlosen Remis gegen Marokko, einem 4:1-Sieg gegen Kanada sowie einem torlosen Remis gegen Belgien gewinnt Kroatien das Achtelfinale gegen Japan sowie das Viertelfinale gegen Brasilien erst im Elfmeterschießen. Im Halbfinale verliert die Mannschaft 0:3 gegen Argentinien, gewinnt aber das darauffolgende Spiel um Platz 3 gegen Marokko mit 2:1.                                                              |

### Europameisterschaften
Bis zur ersten Qualifikationsteilnahme im September 1994 für die sich anschließende EM-Endrunde war das Land ein Teilstaat Jugoslawiens und repräsentierte dementsprechend teils erfolgreich den Vorgängerstaat auf europäischer Sportebene. Nach Ausbruch des Kroatienkriegs im Frühjahr 1991 wurde der jugoslawische Verband im November 1991 jedoch von der UEFA für die Teilnahme an der Fußball-Europameisterschaft 1992 suspendiert. Obwohl die Qualifikation bis dahin sportlich erfolgreich verlief, rückte Dänemark als Gruppenzweiter kurzfristig als Teilnehmer an der Endrunde in Schweden nach. Indes nahm der kroatische Fußballverband erneut die Arbeit auf und wurde 1993 Mitglied der UEFA.
Die kroatische Nationalmannschaft zählt mit ihren bisher sechs Endrundenteilnahmen, bei denen man jeweils zwei Mal das Viertel- und Achtelfinale erreicht hatte, zum oberen Mittelfeld der europäischen Nationen. Auf der ewigen Endrunden-Tabelle nimmt man dementsprechend den 11. Platz ein (Stand: 9. Dezember 2022).
Zweimal schied man bereits in der Vorrunde aus (2004, 2012), nie jedoch punktlos bzw. auf dem vierten Gruppenplatz. Trotzdem kam es nach Ausscheiden in der Vorrunde jeweils zu Trainerwechseln. Ebenso auch nach der missglückten Qualifikation zur EM 2000, bei der man nur knapp gegen die BR Jugoslawien und Irland scheiterte. Bei der Fußball-Europameisterschaft 2008 erreichte man sogar den 1. Gruppenplatz mit drei Siegen in drei Spielen, verlor dann aber im Elfmeterschießen gegen die türkische Auswahl.
| Jahr | Gastgeberland           | Teilnahme bis …                               | Letzter Gegner                            | Ergebnis | Trainer           | Bemerkungen und Besonderheiten |
| ---- | ----------------------- | --------------------------------------------- | ----------------------------------------- | -------- | ----------------- | --- |
| 1960 | Frankreich              | dahin als Teilstaat Jugoslawiens              | –                                         | –        | –                 | Kroatien war Teil von Jugoslawien |
| 1964 | Spanien                 | dahin als Teilstaat Jugoslawiens              | –                                         | –        | –                 | Kroatien war Teil von Jugoslawien |
| 1968 | Italien                 | dahin als Teilstaat Jugoslawiens              | –                                         | –        | –                 | Kroatien war Teil von Jugoslawien |
| 1972 | Belgien                 | dahin als Teilstaat Jugoslawiens              | –                                         | –        | –                 | Kroatien war Teil von Jugoslawien |
| 1976 | Jugoslawien             | dahin als Teilstaat Jugoslawiens              | –                                         | –        | –                 | Kroatien war Teil von Jugoslawien |
| 1980 | Italien                 | dahin als Teilstaat Jugoslawiens              | –                                         | –        | –                 | Kroatien war Teil von Jugoslawien |
| 1984 | Frankreich              | dahin als Teilstaat Jugoslawiens              | –                                         | –        | –                 | Kroatien war Teil von Jugoslawien |
| 1988 | Deutschland             | dahin als Teilstaat Jugoslawiens              | –                                         | –        | –                 | Kroatien war Teil von Jugoslawien |
| 1992 | Schweden                | dahin wegen des Kroatienskriegs nicht möglich | –                                         | –        | Stanko Poklepović | Als Teilstaat von Jugoslawien erfolgreich qualifiziert, jedoch nach Kriegsausbruch suspendiert                                                                                         |
| 1996 | England                 | Viertelfinale                                 | Deutschland                               | –        | Miroslav Blažević | EM-Debüt und bestes EM-Ergebnis |
| 2000 | Belgien und Niederlande | Qualifikation                                 | BR Jugoslawien, Irland, Mazedonien, Malta | –        | Miroslav Blažević | In der Qualifikation an der Bundesrepublik Jugoslawien und Irland gescheitert; Ende der Amtszeit von WM-Bronze-Trainer Blažević                                                        |
| 2004 | Portugal                | Vorrunde                                      | England, Frankreich, Schweiz              | –        | Otto Barić        | 3. Platz in Gruppe B; Ende der Amtszeit von Teamchef Barić |
| 2008 | Österreich und Schweiz  | Viertelfinale                                 | Türkei                                    | –        | Slaven Bilić      | Erneut Viertelfinalist; Niederlage im Elfmeterschießen |
| 2012 | Polen und Ukraine       | Vorrunde                                      | Irland, Italien, Spanien                  | –        | Slaven Bilić      | 3. Platz in Gruppe C; Ende der Amtszeit von Trainer Bilić |
| 2016 | Frankreich              | Achtelfinale                                  | Portugal                                  | –        | Ante Čačić        | Nach Siegen gegen die Türkei und Spanien sowie einem Remis gegen Tschechien als Gruppensieger für die K.-O.-Runde qualifiziert; Niederlage in der Verlängerung des Achtelfinals        |
| 2021 | Europa                  | Achtelfinale                                  | Spanien                                   | –        | Zlatko Dalić      | Nach einer Niederlage gegen England, einem Remis gegen Tschechien und einem Sieg gegen Schottland qualifizierte sich Kroatien für das Achtelfinale, in dem sie gegen Spanien verloren. |
| 2024 | Deutschland             | Vorrunde                                      | Spanien, Albanien, Italien                | –        | Zlatko Dalić      | Nach einer Niederlage gegen Spanien und einem Remis gegen Albanien und gegen Italien ist Kroatien als Gruppendritter in der Vorrunde ausgeschieden.                                    |

### UEFA Nations League
| Jahr    | Ligen                 | Gegner                           | Trainer      | Ergebnis                                                                           |
| ------- | --------------------- | -------------------------------- | ------------ | ---------------------------------------------------------------------------------- |
| 2018/19 | Liga A – Gruppenphase | England, Spanien                 | Zlatko Dalić | Klassenerhalt nur durch Aufstockung der Liga A (sportlicher Abstieg)               |
| 2020/21 | Liga A – Gruppenphase | Frankreich, Portugal, Schweden   | Zlatko Dalić | 3. Platz in Gruppe 3                                                               |
| 2022/23 | Liga A – Gruppenphase | Dänemark, Frankreich, Österreich | Zlatko Dalić | 1. Platz in Gruppe 1                                                               |
| 2024/25 | Liga A – Gruppenphase | Polen, Portugal, Schottland      | Zlatko Dalić | 2. Platz in Gruppe 1, Aus im Viertelfinale gegen Frankreich durch Elfmeterschießen |

### Medaillenspiegel
| Wettbewerb                              | Gold | Silber | Bronze | Gesamt |
| --------------------------------------- | ---- | ------ | ------ | ------ |
| Fußball-Weltmeisterschaft (seit 1930)   | 0    | 1      | 2      | 3      |
| Fußball-Europameisterschaft (seit 1960) | 0    | 0      | 0      | 0      |
| Nations League (seit 2018/19)           | 0    | 1      | 0      | 1      |
| FIFA World Series (seit 2024)           | 1    | 0      | 0      | 1      |
| Gesamt                                  | 1    | 2      | 2      | 5      |

### Länderspielbilanzen
Die folgende Übersicht zeigt die Bilanzen der kroatischen Nationalmannschaft nach Angaben des kroatischen Fußballverbands.
Spiele, die in der Verlängerung entschieden wurden, werden entsprechend ihrem Resultat und Spiele, die per Elfmeterschießen zum Ende kamen, als Unentschieden gewertet.
Aus Gründen der Übersichtlichkeit sind nur Länderspielbilanzen aufgeführt, deren jeweilige Nationalmannschaft schon mindestens fünfmal gegen Kroatien gespielt hat. Eine vollständige Liste findet sich unter Länderspielbilanzen.
| Land           | Sp. | S  | U  | N  | Tor- verhältnis | Tor- differenz | wichtige Begegnungen                                                                                              |
| -------------- | --- | -- | -- | -- | --------------- | -------------- | --- |
| Andorra        | 06  | 06 | 0  | 0  | 24:0            | +24            | WM-Qualifikation 2010; EM-Qualifikation 2004, 2008                                                                |
| Argentinien    | 06  | 02 | 01 | 03 | 07:08           | −01            | WM-Vorrunde 1998, 2018; WM-Halbfinale 2022                                                                        |
| Australien     | 06  | 02 | 02 | 02 | 11:06           | +05            | WM-Vorrunde 2006                                                                                                  |
| Belgien        | 09  | 03 | 03 | 03 | 09:06           | +03            | WM-Qualifikation 2002, 2014; WM-Vorrunde 2022; EM-Qualifikation 2004                                              |
| Brasilien      | 05  | 0  | 02 | 03 | 03:08           | −05            | WM-Vorrunde 2006, 2014; WM-Viertelfinale 2022                                                                     |
| Bulgarien      | 09  | 06 | 02 | 01 | 18:06           | +12            | WM-Qualifikation 2006; EM-Qualifikation 2004, 2016                                                                |
| Dänemark       | 08  | 04 | 02 | 02 | 11:08           | +03            | WM-Qualifikation 1998; WM-Achtelfinale 2018; EM-Vorrunde 1996; NL-Gruppenphase 2022/23                            |
| Deutschland    | 08  | 02 | 01 | 05 | 10:18           | −08            | WM-Viertelfinale 1998; EM-Vorrunde 2008; EM-Viertelfinale 1996                                                    |
| England        | 11  | 03 | 02 | 06 | 13:22           | −09            | WM-Qualifikation 2010; WM-Halbfinale 2018; EM-Qualifikation 2008; EM-Vorrunde 2004, 2020; NL-Gruppenphase 2018/19 |
| Estland        | 09  | 06 | 02 | 01 | 16:05           | +11            | EM-Qualifikation 1996, 2004, 2008                                                                                 |
| Frankreich     | 12  | 02 | 03 | 07 | 12:22           | −10            | WM-Halbfinale 1998; WM-Finale 2018; EM-Vorrunde 2004; NL-Gruppenphase 2020/21, 2022/23; NL-Viertelfinale 2024/25  |
| Griechenland   | 08  | 02 | 04 | 02 | 10:09           | +01            | WM-Qualifikation 1998, 2018; EM-Qualifikation 2012                                                                |
| Irland         | 07  | 02 | 03 | 02 | 09:08           | +01            | EM-Qualifikation 2000; EM-Vorrunde 2012                                                                           |
| Island         | 07  | 05 | 01 | 01 | 13:03           | +10            | WM-Qualifikation 2006, 2014, 2018; WM-Vorrunde 2018                                                               |
| Israel         | 09  | 08 | 01 | 0  | 22:08           | +14            | EM-Qualifikation 2008, 2012                                                                                       |
| Italien        | 10  | 03 | 06 | 01 | 11:11           | ±0             | WM-Vorrunde 2002; EM-Qualifikation 1996, 2016; EM-Vorrunde 2012, 2024                                             |
| Lettland       | 06  | 06 | 0  | 0  | 17:01           | +16            | WM-Qualifikation 2002; EM-Qualifikation 2012, 2024                                                                |
| Malta          | 10  | 09 | 01 | 0  | 29:05           | +24            | WM-Qualifikation 2006, 2022; EM-Qualifikation 2000, 2012, 2016                                                    |
| Mexiko         | 06  | 04 | 0  | 02 | 09:06           | +03            | WM-Vorrunde 2002, 2014                                                                                            |
| Nordmazedonien | 09  | 06 | 02 | 01 | 15:09           | +06            | WM-Qualifikation 2014; EM-Qualifikation 2000, 2008                                                                |
| Norwegen       | 05  | 03 | 01 | 01 | 10:06           | +04            | EM-Qualifikation 2016                                                                                             |
| Österreich     | 07  | 06 | 0  | 01 | 12:06           | +06            | EM-Vorrunde 2008; NL-Gruppenphase 2022/23                                                                         |
| Polen          | 07  | 04 | 02 | 01 | 11:06           | +05            | EM-Vorrunde 2008; NL-Gruppenphase 2024/25                                                                         |
| Portugal       | 10  | 01 | 02 | 07 | 08:19           | −11            | EM-Vorrunde 1996; EM-Achtelfinale 2016; NL-Gruppenphase 2020/21, 2024/25                                          |
| Rumänien       | 05  | 04 | 01 | 0  | 08:03           | +05            | WM-Achtelfinale 1998                                                                                              |
| Russland       | 06  | 02 | 04 | 0  | 06:03           | +03            | WM-Qualifikation 2022; WM-Viertelfinale 2018; EM-Qualifikation 2008                                               |
| Schottland     | 08  | 02 | 03 | 03 | 07:08           | −01            | WM-Qualifikation 2002, 2014; EM-Vorrunde 2020; NL-Gruppenphase 2024/25                                            |
| Schweden       | 06  | 04 | 0  | 02 | 08:07           | +01            | WM-Qualifikation 2006; NL-Gruppenphase 2020/21                                                                    |
| Schweiz        | 07  | 03 | 02 | 02 | 11:08           | +03            | EM-Vorrunde 2004                                                                                                  |
| Slowakei       | 17  | 11 | 04 | 02 | 43:20           | +23            | WM-Qualifikation 2022; EM-Qualifikation 2020                                                                      |
| Slowenien      | 12  | 07 | 04 | 01 | 20:10           | +10            | WM-Qualifikation 1998, 2022; EM-Qualifikation 1996, 2004                                                          |
| Spanien        | 11  | 03 | 02 | 06 | 12:23           | −11            | EM-Vorrunde 2012, 2016, 2024; EM-Achtelfinale 2020; NL-Gruppenphase 2018/19, NL-Finale 2022/23                    |
| Südkorea       | 07  | 03 | 02 | 02 | 11:07           | +04            | |
| Tschechien     | 05  | 02 | 03 | 0  | 13:07           | +06            | EM-Vorrunde 2016, 2020                                                                                            |
| Türkei         | 12  | 06 | 04 | 02 | 15:10           | +05            | WM-Qualifikation 2018; EM-Qualifikation 2012, 2024; EM-Vorrunde 1996, 2016; EM-Viertelfinale 2008                 |
| Ukraine        | 09  | 05 | 03 | 01 | 15:05           | +10            | WM-Qualifikation 1998, 2010, 2018; EM-Qualifikation 1996                                                          |
| Ungarn         | 12  | 04 | 06 | 02 | 19:10           | +09            | WM-Qualifikation 2006; EM-Qualifikation 2020                                                                      |
| Wales          | 08  | 04 | 03 | 01 | 12:07           | +05            | WM-Qualifikation 2014; EM-Qualifikation 2020, 2024                                                                |

Farblegende:
- positive Bilanz (mehr Siege als Niederlagen)
- ausgeglichene Bilanz
- negative Bilanz (mehr Niederlagen als Siege)

### Länderspiele gegen deutschsprachige Fußballnationalmannschaften
Die folgende Tabelle stellt sämtliche Spiele der kroatischen Fußballnationalmannschaft gegen deutschsprachige Fußballnationen dar. Gegen Luxemburg kam es bisher noch zu keinem offiziellen Spiel.
| Datum         | Spielort         | Gegner          | Ergebnis  | Art des Spiels              | Torschützen                                                                    |
| ------------- | ---------------- | --------------- | --------- | --------------------------- | ------------------------------------------------------------------------------ |
| 2. Apr. 1940  | Zagreb           | Schweiz         | 4:0 (0:0) | Freundschaftsspiel          | Matekalo (46.), Cimermančić (70., 82.), Lešnik (84.)                           |
| 21. Apr. 1940 | Bern (SUI)       | Schweiz         | 1:0 (1:0) | Freundschaftsspiel          | Jazbec (21.)                                                                   |
| 15. Juni 1941 | Wien (AUT)       | Deutsches Reich | 1:5 (1:1) | Freundschaftsspiel          | Wölfl (16.), Lehner (30., 51., FE), Walter (66., 80.), Ernest Wilimowski (69.) |
| 18. Jan. 1942 | Zagreb           | Deutsches Reich | 0:2 (0:1) | Freundschaftsspiel          | Brozović (43., ET), Decker (66.)                                               |
| 1. Nov. 1942  | Stuttgart (DEU)  | Deutsches Reich | 1:5 (0:2) | Freundschaftsspiel          | Janes (20.), Walter (42.), Wilimowski (58., 69.), Wölfl (75.), Klingler (86.)  |
| 4. Apr. 1943  | Zürich (SUI)     | Schweiz         | 0:1 (0:1) | Freundschaftsspiel          | Amado (9.)                                                                     |
| 23. Juni 1996 | Manchester (ENG) | Deutschland     | 1:2 (0:1) | EM 1996, Viertelfinale      | Klinsmann (21., FE), Šuker (51.), Sammer (58.)                                 |
| 4. Juli 1998  | Lyon (FRA)       | Deutschland     | 3:0 (1:0) | WM 1998, Viertelfinale      | Jarni (45.+3), Vlaović (80.), Šuker (85.)                                      |
| 29. März 2000 | Zagreb           | Deutschland     | 1:1 (0:1) | Freundschaftsspiel          | Rehmer (12.), Kovač (70.)                                                      |
| 26. Apr. 2000 | Wien (AUT)       | Österreich      | 2:1 (1:1) | Freundschaftsspiel          | Vastić (17.), Flögel (28., ET), Stanić (66.)                                   |
| 28. Feb. 2001 | Rijeka           | Österreich      | 1:0 (1:0) | Freundschaftsspiel          | Vugrinec (36.)                                                                 |
| 18. Feb. 2004 | Split            | Deutschland     | 1:2 (0:1) | Freundschaftsspiel          | Klose (34.), Neretljak (86.), Ramelow (90.)                                    |
| 13. Juni 2004 | Leiria (POR)     | Schweiz         | 0:0       | EM 2004, Vorrunde           |                                                                                |
| 23. Mai 2006  | Wien (AUT)       | Österreich      | 4:1 (2:1) | Freundschaftsspiel          | Klasnić (11., 35.), Ivanschitz (14.), Babić (55.), Balaban (70.)               |
| 8. Juni 2008  | Wien (AUT)       | Österreich      | 1:0 (1:0) | EM 2008, Vorrunde           | Modrić (4., FE)                                                                |
| 12. Juni 2008 | Klagenfurt (AUT) | Deutschland     | 2:1 (1:0) | EM 2008, Vorrunde           | Srna (24.), Olić (67.), Podolski (84.)                                         |
| 14. Nov. 2009 | Vinkovci         | Liechtenstein   | 5:0 (3:0) | Freundschaftsspiel          | Bilić (1., 54.), Srna (10.), Eduardo (23., 52.)                                |
| 19. Mai 2010  | Klagenfurt (AUT) | Österreich      | 1:0 (0:0) | Freundschaftsspiel          | Bilić (90.+1)                                                                  |
| 15. Aug. 2012 | Split            | Schweiz         | 2:4 (1:2) | Freundschaftsspiel          | Xhaka (11.), Eduardo (20., 79.), Barnetta (37.), Gavranović (56., 86.)         |
| 14. Aug. 2013 | Vaduz (LIE)      | Liechtenstein   | 3:2 (1:1) | Freundschaftsspiel          | Eduardo (22., 86.), Christen (31.), Rebić (67.), Polverino (77.)               |
| 5. März 2014  | St. Gallen (SUI) | Schweiz         | 2:2 (1:2) | Freundschaftsspiel          | Drmić (34., 41.), Olić (40., 54.)                                              |
| 7. Okt. 2020  | St. Gallen (SUI) | Schweiz         | 2:1 (1:1) | Freundschaftsspiel          | Gavranović (31.), Brekalo (42.), Pašalić (67.)                                 |
| 3. Juni 2022  | Osijek           | Österreich      | 0:3 (0:1) | UEFA Nations League 2022/23 | Arnautović (41.), Gregoritsch (54.), Sabitzer (57.)                            |
| 25. Sep. 2022 | Wien (AUT)       | Österreich      | 3:1 (1:1) | UEFA Nations League 2022/23 | Modrić (6.), Baumgartner (9.), Livaja (69.), Lovren (72.)                      |

Farblegende:

## Aktuelles

### Länderspiele
In der folgenden Tabelle sind die Länderspiele aus kroatischer Sicht im laufenden Jahr 2025 zu sehen.
| Datum      | Gegner     | Ergebnis             | Art des Spiels        | Spielort          | Torschützen                                                                           |
| ---------- | ---------- | -------------------- | --------------------- | ----------------- | ------------------------------------------------------------------------------------- |
| 20.03.2025 | Frankreich | 2:0 (2:0)            | Nations League        | Split             | Budimir (26.), Perišić (45.+1)                                                        |
| 23.03.2025 | Frankreich | 0:2 (0:0), 4:5 i. E. | Nations League        | Saint-Denis (FRA) | Olise (52.), Dembélé (80.)                                                            |
| 06.06.2025 | Gibraltar  | 7:0 (2:0)            | WM-Qualifikation 2026 | Faro/Loulé (POR)  | Pašalić (28.), Budimir (30.), Ivanović (60., 63.), Perišić (73.), Kramarić (77., 79.) |
| 09.06.2025 | Tschechien | 5:1 (1:0)            | WM-Qualifikation 2026 | Osijek            | Kramarić (42., 75.), Souček (58.), Modrić (62., PE), Perišić (68.), Budimir (72., PE) |
| 05.09.2025 | Färöer     | –:– (–:–)            | WM-Qualifikation 2026 | Tórshavn (FRO)    |                                                                                       |
| 08.09.2025 | Montenegro | –:– (–:–)            | WM-Qualifikation 2026 | Zagreb            |                                                                                       |
| 09.10.2025 | Tschechien | –:– (–:–)            | WM-Qualifikation 2026 |                   |                                                                                       |
| 12.10.2025 | Gibraltar  | –:– (–:–)            | WM-Qualifikation 2026 |                   |                                                                                       |
| 14.11.2025 | Färöer     | –:– (–:–)            | WM-Qualifikation 2026 |                   |                                                                                       |
| 17.11.2025 | Montenegro | –:– (–:–)            | WM-Qualifikation 2026 |                   |                                                                                       |

Farblegende:

### Kader
Die Tabelle nennt die Spieler, die von Nationaltrainer Zlatko Dalić in den Kader für das WM-Qualifikationsspiel gegen Tschechien am 9. Juni berufen wurden und gespielt haben.
Verletzungsbedingt rückte Marco Pašalić für Mateo Kovačić nach.
Stand der Leistungsdaten: 9. Juni 2025, nach dem Spiel gegen Tschechien
| Position   | Nr.               | Name                 | Verein        | Geburts- datum | Einsätze | Tore          | Debüt         | Letzter Einsatz |
| ---------- | ----------------- | -------------------- | ------------- | -------------- | -------- | ------------- | ------------- | --------------- |
| Tor        |                   |                      |               |                |          |               |               |                 |
| 01         | Dominik Livaković | Fenerbahçe Istanbul  | 9. Jan. 1995  | 068            | 0        | 11. Jan. 2017 | 9. Juni 2025  |                 |
| 12         | Dominik Kotarski  | PAOK Thessaloniki    | 10. Feb. 2000 | 02             | 0        | 26. März 2024 | 15. Nov. 2024 |                 |
| 23         | Ivica Ivušić      | Paphos FC            | 1. Feb. 1995  | 06             | 0        | 4. Sep. 2021  | 22. März 2024 |                 |
| Abwehr     |                   |                      |               |                |          |               |               |                 |
| 02         | Josip Stanišić    | FC Bayern München    | 2. Apr. 2000  | 024            | 0        | 8. Okt. 2021  | 9. Juni 2025  |                 |
| 03         | Marin Pongračić   | AC Florenz           | 11. Sep. 1997 | 013            | 0        | 11. Nov. 2020 | 6. Juni 2025  |                 |
| 04         | Joško Gvardiol    | Manchester City      | 23. Jan. 2002 | 042            | 03       | 6. Juni 2021  | 9. Juni 2025  |                 |
| 05         | Duje Ćaleta-Car   | Olympique Lyon       | 17. Sep. 1996 | 033            | 01       | 3. Juni 2018  | 9. Juni 2025  |                 |
| 06         | Josip Šutalo      | Ajax Amsterdam       | 28. Feb. 2000 | 026            | 0        | 10. Juni 2022 | 9. Juni 2025  |                 |
| 19         | Luka Vušković     | KVC Westerlo         | 24. Feb. 2007 | 01             | 0        | 9. Juni 2025  | 9. Juni 2025  |                 |
| 22         | Josip Juranović   | 1. FC Union Berlin   | 16. Aug. 1995 | 040            | 0        | 14. Jan. 2017 | 6. Juni 2025  |                 |
| Mittelfeld |                   |                      |               |                |          |               |               |                 |
| 07         | Lovro Majer       | VfL Wolfsburg        | 17. Jan. 1998 | 035            | 08       | 27. Mai 2017  | 6. Juni 2025  |                 |
| 08         | Marco Pašalić     | Orlando City         | 14. Sep. 2000 | 07             | 01       | 18. Nov. 2023 | 9. Juni 2025  |                 |
| 10         | Luka Modrić       | Real Madrid          | 9. Sep. 1985  | 188            | 028      | 1. März 2006  | 9. Juni 2025  |                 |
| 13         | Nikola Moro       | FC Bologna           | 12. März 1998 | 04             | 0        | 29. März 2022 | 9. Juni 2025  |                 |
| 15         | Mario Pašalić     | Atalanta Bergamo     | 9. Feb. 1995  | 076            | 11       | 4. Sep. 2014  | 9. Juni 2025  |                 |
| 16         | Martin Baturina   | Como 1907            | 16. Feb. 2003 | 012            | 01       | 18. Nov. 2023 | 6. Juni 2025  |                 |
| 17         | Petar Sučić       | Inter Mailand        | 25. Okt. 2003 | 09             | 01       | 5. Sep. 2024  | 9. Juni 2025  |                 |
| 18         | Kristijan Jakić   | FC Augsburg          | 14. Mai 1997  | 011            | 0        | 8. Okt. 2021  | 9. Juni 2025  |                 |
| 21         | Toni Fruk         | HNK Rijeka           | 9. März 2001  | 0              | 0        | −             | –             |                 |
| Angriff    |                   |                      |               |                |          |               |               |                 |
| 09         | Andrej Kramarić   | TSG 1899 Hoffenheim  | 19. Juni 1991 | 106            | 34       | 4. Sep. 2014  | 9. Juni 2025  |                 |
| 11         | Ante Budimir      | CA Osasuna           | 22. Juli 1991 | 032            | 06       | 7. Okt. 2020  | 9. Juni 2025  |                 |
| 14         | Ivan Perišić      | PSV Eindhoven        | 2. Feb. 1989  | 144            | 36       | 26. März 2011 | 9. Juni 2025  |                 |
| 20         | Franjo Ivanović   | Union Saint-Gilloise | 1. Okt. 2003  | 04             | 02       | 20. März 2025 | 9. Juni 2025  |                 |

## Rekordhalter und Ranglisten
Für eine komplette Auflistung aller Spieler der kroatischen Nationalmannschaft siehe Liste der kroatischen Fußballnationalspieler.

### Rekordspieler nach Anzahl der Einsätze

#### Spieler mit mindestens 100 Länderspielen
| Rang | Spieler         | Anzahl der Spiele                                      |
| ---- | --------------- | ------------------------------------------------------ |
| 01.  | Luka Modrić     | 188 (99 Siege; 28 Tore, davon 11 verwandelte Elfmeter) |
| 02.  | Ivan Perišić    | 144 (70 Siege; 36 Tore)                                |
| 03.  | Darijo Srna     | 134 (77 Siege; 22 Tore, davon 6 verwandelte Elfmeter)  |
| 04.  | Stipe Pletikosa | 114 (58 Siege)                                         |
| 05.  | Mateo Kovačić   | 110 (54 Siege; 5 Tore)                                 |
| 06.  | Andrej Kramarić | 106 (59 Siege; 34 Tore, davon 2 verwandelte Elfmeter)  |
| 06.  | Ivan Rakitić    | 106 (62 Siege; 15 Tore, davon 3 verwandelte Elfmeter)  |
| 08.  | Domagoj Vida    | 105 (53 Siege; 4 Tore)                                 |
| 08.  | Josip Šimunić   | 105 (57 Siege; 3 Tore)                                 |
| 10.  | Ivica Olić      | 104 (55 Siege; 20 Tore)                                |
| 11.  | Vedran Ćorluka  | 103 (65 Siege; 4 Tore)                                 |
| 12.  | Dario Šimić     | 100 (52 Siege; 3 Tore)                                 |

Stand: 21. Juni 2025

### Rekordtorhüter
| Rang | Spieler           | Länderspieleinsätze |
| 01   | Stipe Pletikosa   | 114                 |
| 02   | Dominik Livaković | 066                 |
| 03   | Dražen Ladić      | 059                 |
| 04   | Danijel Subašić   | 044                 |
| 05   | Tomislav Butina   | 028                 |
| 06   | Vedran Runje      | 022                 |
| 07   | Lovre Kalinić     | 019                 |
| 08   | Marijan Mrmić     | 014                 |
| 09   | Tonči Gabrić      | 009                 |
| 10   | Željko Pavlović   | 007                 |

Stand: 23. März 2025

### Rekordtorschützen
| Rang | Spieler                | Länderspieltore |
| 1    | Davor Šuker            | 45              |
| 2    | Ivan Perišić           | 36              |
| 3    | Andrej Kramarić        | 34              |
| 4    | Mario Mandžukić        | 33              |
| 5    | Eduardo Alves da Silva | 29              |
| 6    | Luka Modrić            | 27              |
| 7    | Darijo Srna            | 22              |
| 8    | Ivica Olić             | 20              |
| 9    | Nikola Kalinić         | 15              |
| 9    | Niko Kranjčar          | 15              |
| 9    | Ivan Rakitić           | 15              |
| 9    | Goran Vlaović          | 15              |

Stand: 23. März 2025

## Organisatorisches

### Fanclub

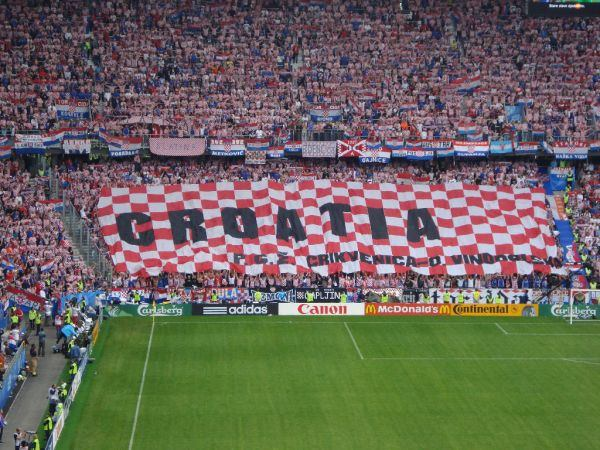
Choreographie der kroatischen Fans

Der kroatische Fußballverband HNS gründete im März 2008 den Fanclub Uvijek vjerni (deutsch: Immer treu, abgeleitet vom lateinischen Wahlspruch semper fidelis). Der Verband organisiert über diesen die Ticketzuteilung für Länderspiele nach einem spezifischen Punktesystem.

### Sponsoren
Zu den Generalsponsoren der Nationalmannschaft gehören folgende Marken bzw. Unternehmen: Ožujsko (Biermarke der Zagrebačka pivovara), HEP (Energieversorgung), Konzum (Lebensmitteleinzelhandel), PSK (Sportwetten- und Glücksspielsektor), Privredna banka Zagreb (Bank- und Finanzwesen), Croatia Osiguranje (Versicherungsbranche) und Čipi čips (Chipsmarke des gleichnamigen kroatischen Tochterunternehmens der Intersnack Group) (Stand: 10. Dezember 2022).
Zudem unterhält der kroatische Fußballverband zu folgenden Unternehmen, Marken und Projekten Partnerschaften: Croatia Full of Life (Projekt der Hrvatska turistička zajednica), Jana (Wassermarke des Getränkeunternehmens Jamnica), Hrvatski Telekom (Telekommunikationsbranche), Croatia Airlines (Staatliche Fluggesellschaft), Anić Outdoor (Marketing und Kampagnenmanagement), JANAF (Energieversorgung), Hyundai Hrvatska (Automobilindustrie), Arriva Hrvatska (Transportdienstleistungen), Joop! (Fashionmarke der Holy Fashion Group), BanTours (Transportdienstleistungen), Turistička zajednica grada Zagreba (Tourismusverband der Stadt Zagreb), PIK Vrbovec (Lebensmittelindustrie bzw. Fleischverarbeitung), Specijalna bolnica Sv. Katarina (Spezialklinik in Zagreb), GAZ Nutrition (Fitness und Ernährung), sowie Eko Sir Puđa (Molkerei in Livno) (Stand: 10. Dezember 2022).

### Ausrüster
Seit 2000 stellt Nike die Ausrüstung der kroatischen Fußballmannschaft. In den Jahren zuvor wurden allerdings auch Trikots von den Marken Lotto (1992 – 1994, 1994–2000), Kappa (1994) und Uhlsport (1990–1991) bezogen.